# Robert Smirke (architecte)
Robert Smirke, né le 1er octobre 1780 à Londres et mort le 18 avril 1867 à Cheltenham, est un architecte britannique spécialisé dans le Greek Revival.
Après avoir été formé par John Soane puis à la Royal Academy, il fait un Grand Tour qui le mène jusqu'en Grèce. Ses travaux de fin d'études comprennent une reconstitution de l'Acropole d'Athènes.
On lui doit entre autres : le British Museum, la Royal Mint, la Royal Opera House de Covent Garden, Lancaster House, Somerset House, le château d'Eastnor. Il parachève la construction de la prison de Millbank (1815-1821).

## Dans la culture
Robert Smirke est un des personnages secondaires de la série de podcasts fictionnels horrifiques Les Archives de Magnus, où son travail architectural revêt une portée ésotérique. 